# Theretra japonica
Theretra japonica is een vlinder uit de familie van de pijlstaarten (Sphingidae). De wetenschappelijke naam van de soort werd in 1869 gepubliceerd door Jean Baptiste Boisduval.

## Beschrijving

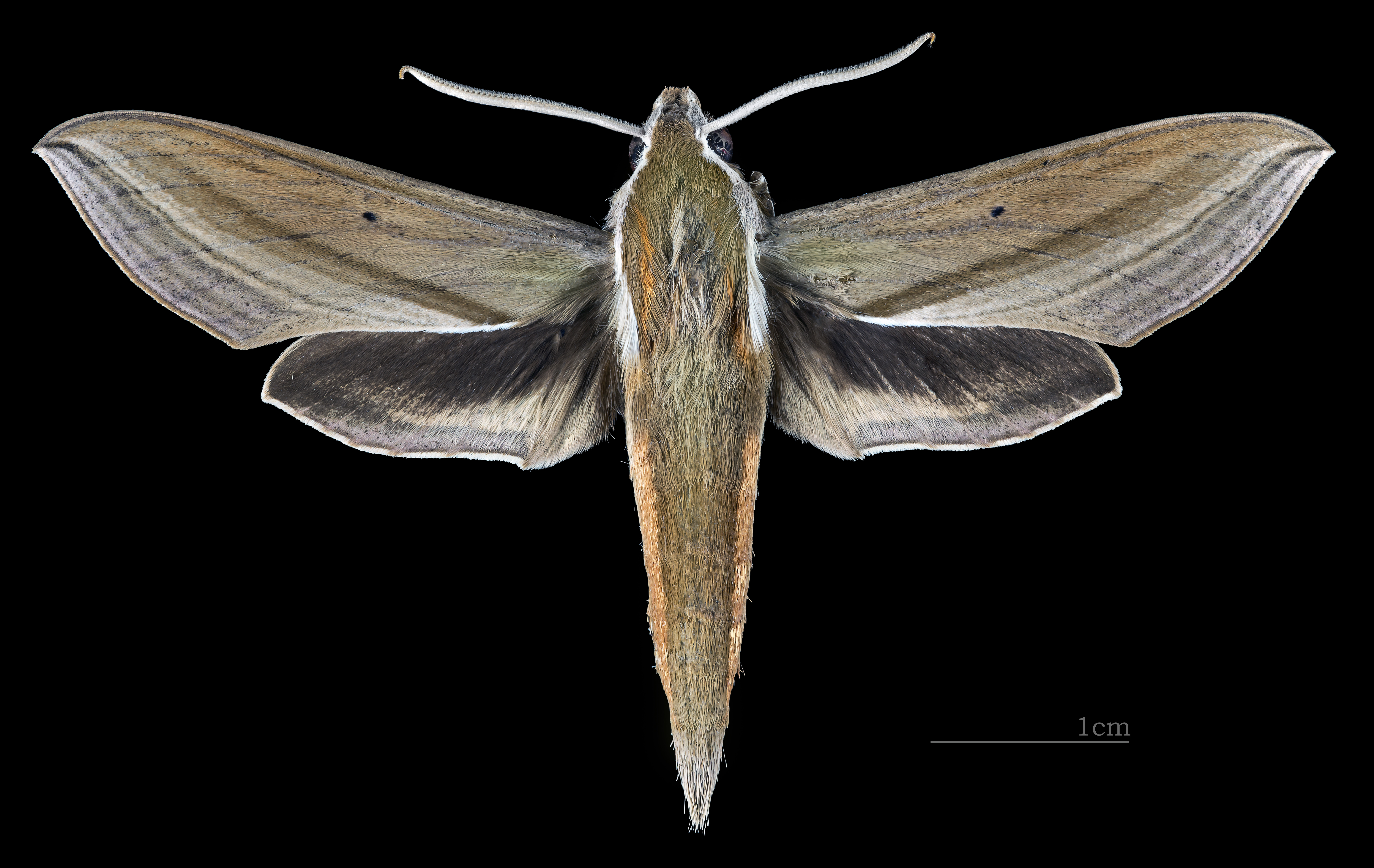
Theretra japonica ♂
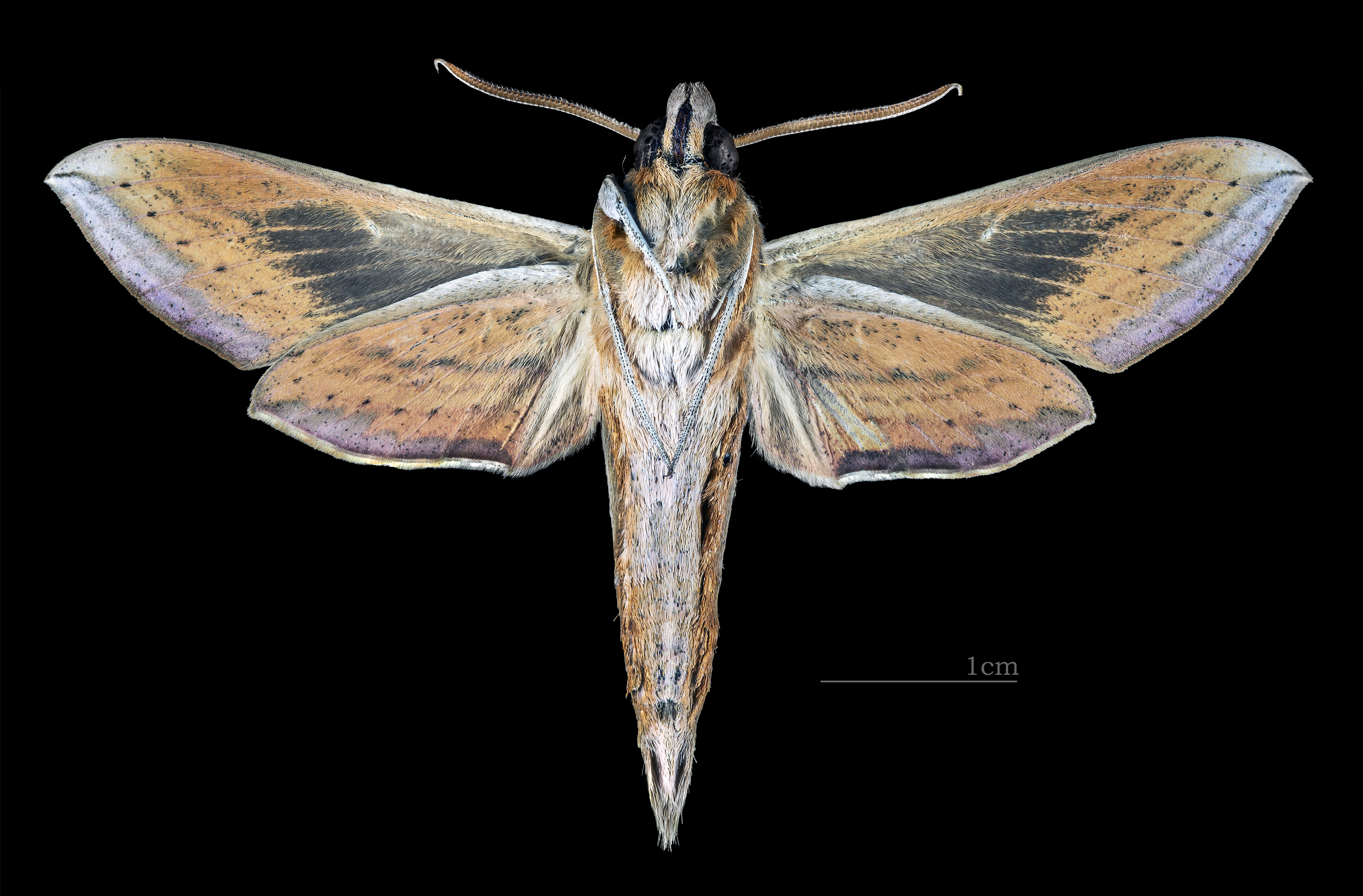
Theretra japonica ♂  △
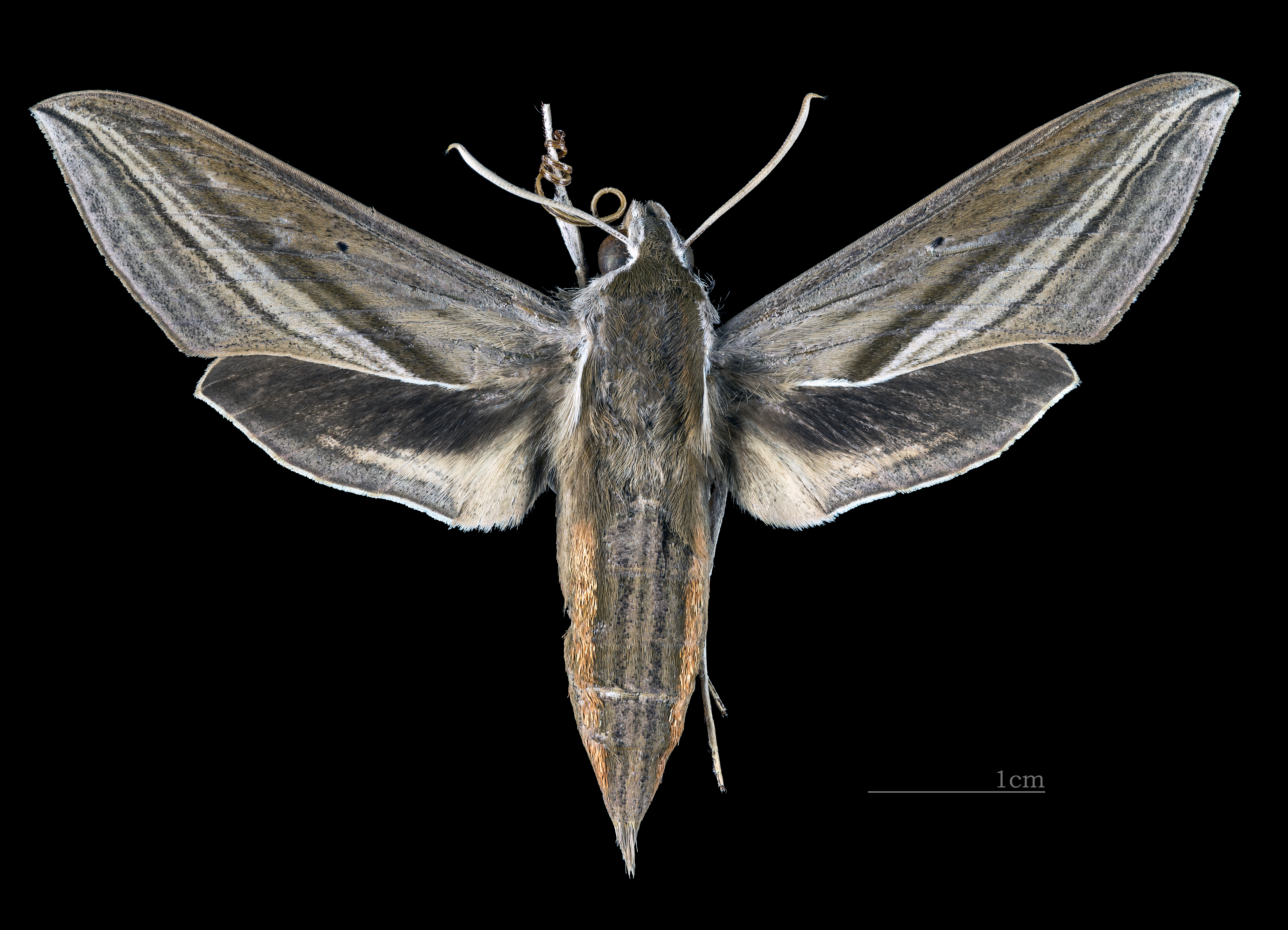
Theretra japonica  ♀
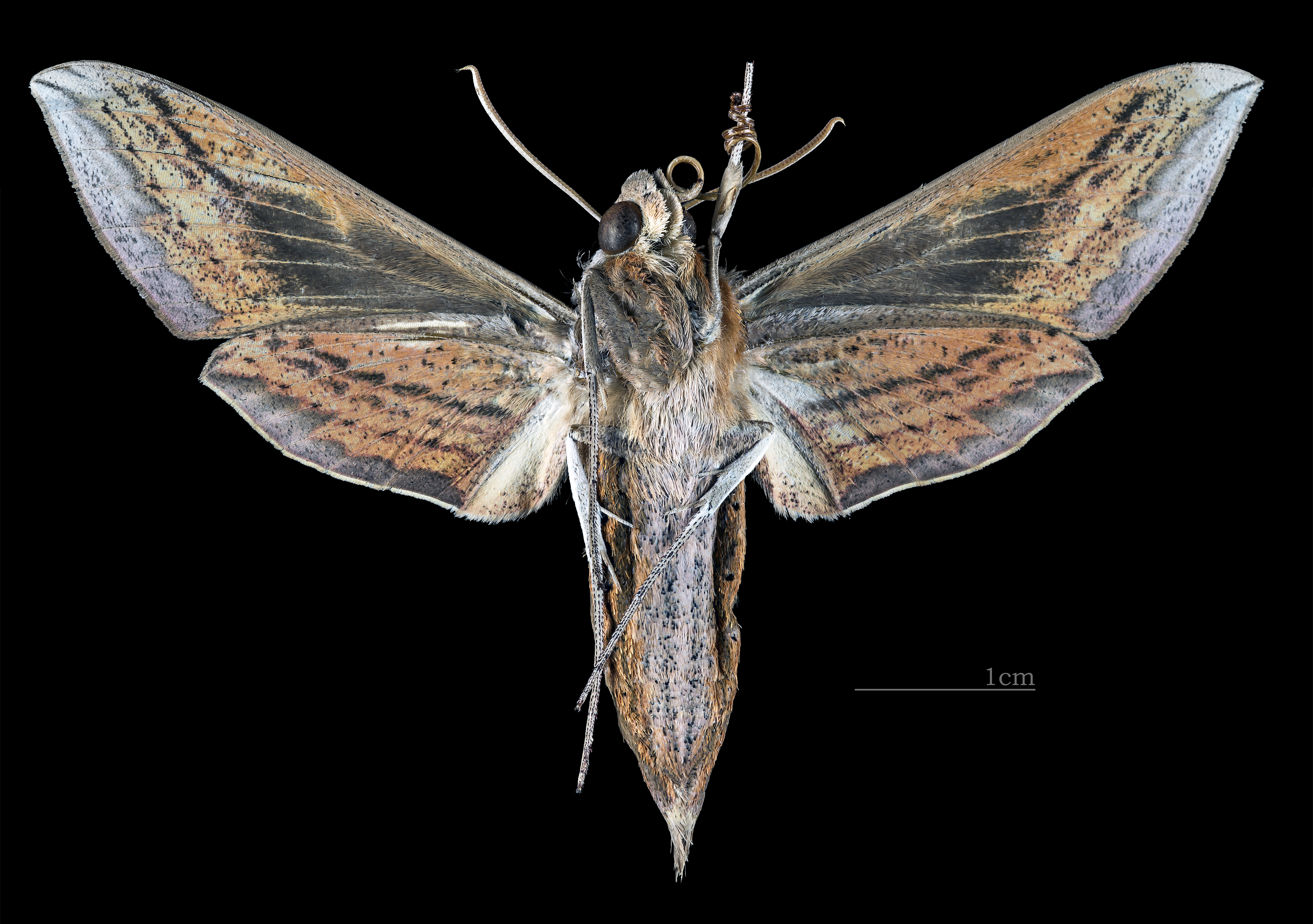
Theretra japonica  ♀ △